# Абії (народ)
Абії (дав.-гр. Ἄβιοι, γάβιοι) — стародавній народ, що мешкав у Північному Причорномор'ї за античної доби.
Перша згадка про абіїв міститься в «Іліаді». Щоправда, деякі дослідники вважають гомерівські слова лише епітетом і ототожнюють абіїв із згаданими поруч «молокоїдами»-кімерійцями.
Про абіїв або ж габіїв — як про цілком окрему спільноту — повідомляли й пізніші автори. Александр Полігістор стверджував, що вони населяли річкові береги. При цьому назва згаданої ним річки Абіан в жодному іншому з джерел не зустрічається, і лише за деякими деталями можна зрозуміти, що йшлося про Дніпро або ж його притоки у нижній течії — такі, як Конка.
Есхіл зауважував, що харчувалися габії «плодами землі». Відтак землеробами-абіями могли іменувати й осіле населення, яке жило поруч з кочовиками — кімерійцями чи скіфами.